# Підліток (роман)
«Підліток» (рос. Подросток) — роман російського письменника Федора Михайловича Достоєвського. Роботу над романом розпочато в лютому 1874 і закінчено в листопаді 1875 року. Вперше опублікований в 1875 році в журналі «Вітчизняні записки».

## Сюжет
Дев'ятнадцятирічний юнак Аркадій Долгорукий, незаконнонароджений син дворянина Андрія Петровича Версилова, після закінчення гімназії в Москві приїжджає в Санкт-Петербург. Сподіваючись влаштуватися на роботу, він спершу зупиняється в будинку рідної матері Софії Андріївни та сестри Лізи, що живуть у злиднях. Коли Аркадій виховувався в пансіоні, його багато принижували через його позашлюбне походження. Тому він вважає, що заслуговує успіху й визнання. Аркадій випробовував себе тривалим голодуванням і вважає, що володіє надзвичайною силою волі, яка буде віддячена багатством. Версилов — ідеал для Аркадія: красень, інтелектуал, який виступає за всесвітній мир. Водночас юнак сумнівається чи правдиві чутки про названого батька, через які Версилова цураються інші знатні люди.
Аркадій іде на службу секретарем до друга Версилова, старого слабкохарактерного князя Миколи Івановича Сокольського. Але через гордість юнак невдовзі відмовляється від роботи. Він вважає себе гідним більшого, до того ж дочка князя Катерина звинувачує його в шпигунстві. Аркадій випадково знаходить листа, в якому Катерина пише про недоумство батька. В іншому листі згадується, що Версилов за рішенням суду може втратити право на частку спадку Сокольського. Юнак носить листа з собою. Йому здається, що це початок черги успіхів, завдяки яким він накопичить багато грошей і увійде до родини Ротшильдів.
Впевнений у своїй владі, Аркадій вирішує відстояти честь Версилова та викликає на дуель князя Сергія Сокольського (однофамільця Миколи) через їхню колишню сварку. Готуючись до дуелі, Аркадій дізнається, що Версилов має ще одну позашлюбну дитину. Потім Версилова відвідує дівчина Оля, що звинувачує Версилова в підлості, кидає йому гроші, а потім вчиняє самогубство. Аркадій починає зневажати батька, натомість примирюється з Сокольським. Катерина готується одружитися з бароном Бьорінгом, а Ліза — з Сергієм.
Минає два місяці. Аркадій розкішно живе завдяки грошам Сокольського і вважає, що досягнув бажаного. Він мириться з батьком і дружиться з Катериною. Законна дочка Версилова, Анна Андріївна, намірюється одружитися з князем Сокольським, тому цікавиться компроматом на майбутнього чоловіка. Аркадій двічі виграє багато грошей в рулетку, але перший виграш дарує знайомому, а через другий його звинувачують у крадіжці. Почуваючись приниженим, Аркадій отримує втіху від свого друга Ламберта Тришатова, якому розповідає про лист і просить помирити Анну з Катериною. Ламберт планує скористатися цим задля власної вигоди.
Сергій Сокольський стає мимовільним учасником шахрайства і здається в поліцію, де його заарештовують. Аркадій знайомиться зі своїм справжнім батьком, набожним мандрівником Макаром Івановичем Долгоруким. Незабаром Макар помирає і Версилов може законно одружитися з Софією. Проте він у пориві пристрасті розбиває ікону, подаровану Макаром, яка була дуже дорога Софії. Аркадій просить Ламберта врятувати Версилова. Проте Ламберт, напоївши Аркадія, викрадає в нього листа і шантажує Анну, вимагаючи грошей. Вривається Версилов і приголомшує Ламберта ударом револьвера. Він хоче застрелити Анну, а потім себе. Стрілячи собі в серце, він однак влучає в плече.
Версилов лишається з Софією, Катерина розлучається з Бьорінгом. Микола та Сергій Сокольський померли. Анна відмовляється від залишених Миколою грошей. Ліза, впавши зі сходів, втратила дитину. Аркадій вирушає продовжити навчання в університеті.

## Екранізація роману
- Підліток (фільм, 1983) — радянський 6-серійний художній телефільм, реж. Євген Ташков.